# Sant Antoni de Naut Aran
Sant Antoni de Naut Aran és una capella barroca de Naut Aran (Vall d'Aran) inclosa a l'Inventari del Patrimoni Arquitectònic de Catalunya.

## Descripció
Petita capella d'una nau, amb absis pla. Sostre de volta rebaixada. El més interessant és la llinda de la porta d'accés.

## Història
Forma part de la casa Portalà de la que encara hi resta una torre. A la llinda hi ha una inscripció i una data "ES DE MR. GASPA D PORTALA 1678".